# Sylvestrova matrika
Sylvestrova matrika je matrika, ki je povezana z dvema polinomoma.
Imenuje se po angleškem matematiku Jamesu Josephu Sylvestru (1814 – 1897).

## Definicija
Naj bosta {\displaystyle p\,} in {\displaystyle q\,} dva neničelna polinoma stopnje {\displaystyle m\,} in {\displaystyle n\,}
{\displaystyle p(z)=p_{0}+p_{1}z+p_{2}z^{2}+\cdots +p_{m}z^{m},\;q(z)=q_{0}+q_{1}z+q_{2}z^{2}+\cdots +q_{n}z^{n}.}.
Sylvestrovo matriko določata polinoma {\displaystyle p\,} in {\displaystyle q\,}. Razsežnost te matrike je enaka {\displaystyle (n+m)\times (n+m)\,} . Dobi pa se tako, da
- je prva vrstica matrike enaka :{\displaystyle {\begin{pmatrix}p_{m}&p_{m-1}&\cdots &p_{1}&p_{0}&0&\cdots &0\end{pmatrix}}.}
- druga vrstica matrike je enaka prvi, vendar je premaknjena za en stolpec proti desni, prvi element pa je enak 0
- ostalih {\displaystyle n-2\,} vrstic se dobi na enak način
- vrstica {\displaystyle {n+1}\,}  je enaka

{\displaystyle {\begin{pmatrix}q_{n}&q_{n-1}&\cdots &q_{1}&q_{0}&0&\cdots &0\end{pmatrix}}.}.
- naslednje vrstice se dobijo podobno

## Zgled
Če je {\displaystyle m=4\,} in {\displaystyle n=3\,} je Sylvestrova matrika enaka:
{\displaystyle S_{p,q}={\begin{pmatrix}p_{4}&p_{3}&p_{2}&p_{1}&p_{0}&0&0\\0&p_{4}&p_{3}&p_{2}&p_{1}&p_{0}&0\\0&0&p_{4}&p_{3}&p_{2}&p_{1}&p_{0}\\q_{3}&q_{2}&q_{1}&q_{0}&0&0&0\\0&q_{3}&q_{2}&q_{1}&q_{0}&0&0\\0&0&q_{3}&q_{2}&q_{1}&q_{0}&0\\0&0&0&q_{3}&q_{2}&q_{1}&q_{0}\\\end{pmatrix}}.}.